# Hirla
Hirla – wieś w Estonii, w prowincji Virumaa Zachodnia, w gminie Väike-Maarja.